# طیب شرقاوی
طیب شرقاوی (انگلیسی: Taieb Cherkaoui؛ زادهٔ ۱۹۴۹) یک سیاست‌مدار اهل مراکش است.